# شهرستان اترک
شهرستان اترک (به ترکمنی: Etrek etraby، اترک اطرابیٛ) یکی از شهرستان‌های استان بلخان در ترکمنستان است. این ناحیه پیش‌تر تا سال ۱۹۹۹ شهرستان قزل‌اترک (به ترکمنی: Gyzyletrek etraby، قیٛزیٛل‌اترک اطرابیٛ) نام داشت.

## جغرافیا
مساحت این شهرستان ۱۳٬۸۵۰ کیلومتر مربع است.

## جمعیت
این شهرستان بر اساس سرشماری سال ۲۰۰۰ میلادی ۵۴٬۰۰۰ نفر جمعیت داشته است.

## تقسیمات اداری
شهرستان اترک شامل یک شهر و چهار شورای روستایی می‌باشد.
- شهرها (şäherler / شأهرلر)
  - اترک (Etrek / اترک)

- شوراهای روستایی (oba geňeşlikleri / اوْبا گنگشلیکلری)
  - آق‌یایله (Akýaýla / آق‌یایلا)
    - آق‌یایله (Akýaýla / آق‌یایلا)
    - چت‌لی (Çetli / چت‌لی)
    - گدور‌الوم (Güdürolum / گوٚدوٚراوْلوُم)

  - قره‌آغاج (Garaagaç / قاراآغاچ)
    - قره‌آغاج (Garaagaç / قاراآغاچ)

  - قزل‌بایر (Gyzylbaýyr / قیٛزیٛل‌باییٛر)
    - قزل‌بایر (Gyzylbaýyr / قیٛزیٛل‌باییٛر)

  - ماداو (Madaw / ماداو)